# Alex Gálvez (panamski piłkarz)
Alex Octavio Herman Gálvez (ur. 26 stycznia 2001) – panamski piłkarz występujący na pozycji lewego pomocnika, od 2023 roku zawodnik Potros del Este.